# Lance Berkman

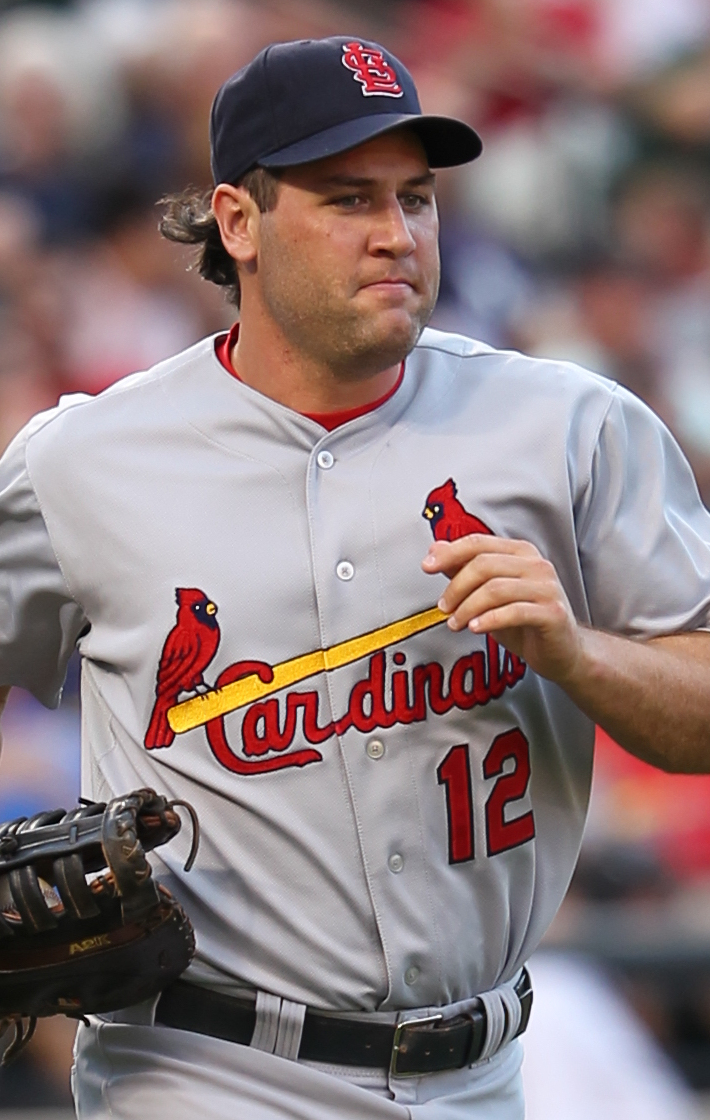
Lance Berkman, 2011.

William Lance Berkman, född 10 februari 1976 i Waco i Texas, är en amerikansk före detta professionell basebollspelare som spelade som outfielder alternativt förstabasman för Houston Astros, New York Yankees, St. Louis Cardinals och Texas Rangers i Major League Baseball (MLB) mellan 1999 och 2013.
Han studerade på Rice University och spelade för deras idrottsförening Rice Owls i National Collegiate Athletic Association (NCAA). 1997 blev Berkman draftad av Houston Astros i MLB-draften.
Hampton vann World Series med St. Louis Cardinals för säsongen 2011.